# Christer Sjögren
Hans Christer Sjögren, född 6 april 1950 i Hagfors, är en svensk dansbandssångare. Han är främst känd som vokalist (sångare) i dansbandet Vikingarna, vilket han var åren 1978–2004, men har även givit ut soloproduktioner från 1989 och framåt.

## Biografi

### Tidiga år
Christer Sjögren växte upp i Hagfors som son till Hans Sjögren (1924-2010) och Eivor, född Östling (1928-1982). Han startade sitt första band 1964, ett band som hette Jonny-Christers, tillsammans med Stig-Åke Byberg och bröderna Johnny och Hans-Gunnar Brokvist. I den gruppen spelade Christer Sjögren elorgel. Han sparade ihop pengar till elorgeln genom att arbeta två timmar varje dag efter skolan i en färghandel eftersom det var mycket ont om pengar i hans familj. Engagemanget i den gruppen blev dock inte långvarigt, och efter att han slutat blev han i slutet av 1965 värvad till gruppen Jupiters, även detta ett lokalt Hagforsband. Även där spelade Christer Sjögren orgel, men det var under tiden i Jupiters som han även började sjunga. Jupiters gjorde även några skivinspelningar. 
År 1968 blev Christer Sjögren kontaktad av gruppen Pelles från Mariestad, och blev erbjuden plats som sångare i bandet, något som skulle innebära att han skulle kunna ägna sig åt musik på heltid. Han tackade ja, trots att det innebar att han behövde flytta till Mariestad och dessutom behövde byta instrument till bas, eftersom Pelles redan hade en organist. Pelles hade tillsammans med Christer Sjögren en lång och ganska framgångsrik karriär, med flera skivor och flera melodier på Svensktoppen. 

### Vikingarna
I mitten av 1978 värvades han till Vikingarna från Pelles orkester. Han ersatte då Stefan Borsch, som tidigare var sångare i Vikingarna, från den 15 september det året. Första albumet av Vikingarna med Christer Sjögren som sångare blev Kramgoa låtar 7 - Djingis Khan 1979. Under 1980-talet och 1990-talet hade Vikingarna stora framgångar, och Christer Sjögren kallades för dansbandskung.

### Solokarriär
Som soloartist har Christer Sjögren även spelat in album med sånger som gjorts kända av Elvis Presley, och Frank Sinatra, samt kristna visor. Vikingarnas album brukade under hans tid som bandets sångare ha också någon enstaka Elvislåt på varje album.
År 1997 ersatte han Tommy Körberg i rollen som Georg von Trapp i "Sound of Music" som spelades på Göta Lejon i Stockholm. Han spelade då mot bland andra Carola Häggkvist.
Sjögren medverkade som sig själv i Sveriges Televisions dramaserie Leende guldbruna ögon från 2007, som handlade om rasism och främlingsfientlighet inom dansbandsgenren. 2007 kyrkoturnerade han med Sonja Aldén.
Under 2008 firade Christer Sjögren 40 år som artist, räknat från att han 1968 blev bandet Pelles sångare, med en stor jubileumsshow på Tyrol i Stockholm. Redan i april 2008 stod han däremot på scen i AXA Sports Center i Södertälje för premiären av sin jubileumsshow. Under detta år gick Christer Sjögren också vidare till finalomgången av Melodifestivalen 2008 i Globen 15 mars med låten I Love Europe, som i finalen slutade på nionde plats.
År 2009 medverkade Pernilla Wahlgren på hans turné.
År 2010 julturnerade han med Elisabeth Andreassen .
År 2012 medverkade han i Melodifestivalen tillsammans med Lotta Engberg med låten "Don't Let Me Down" som dock åkte ur tävlingen under Andra chansen-momentet. Detta följdes av det gemensamma albumet Lotta & Christer.

### Familj
Sjögren är sedan 1970 gift med Birgitta Sjögren och de har en dotter född 1970. Christer Sjögren är sedan början av 2000-talets första decennium bosatt på Hammarön utanför Karlstad.

## Utmärkelser
- Riddare av 1:a klass av Norska förtjänstorden (11 augusti 2005)[5] för sin insats för Norge genom åren[6].

## Diskografi
- 1989 - Andliga sånger (kristna visor)
- 1993 - Andliga sånger 2 (kristna visor)
- 1994 - När ljusen ska tändas därhemma (julalbum)
- 1996 - Varför är solen så röd
- 2000 - Ett julkort från förr (julalbum)
- 2003 - För kärlekens skull (visor)
- 2005 - Love Me Tender (tolkningar av Elvis Presleys låtar)
- 2006 - King Creole (tolkningar av Elvis Presleys låtar)
- 2007 - Älskade andliga sånger (kristna visor)
- 2008 - 40 år med Christer Sjögren (samlingsalbum)
- 2008 - Mitt sköna sextiotal (covers på populärmusik från 1960-talet)
- 2009 - Schlagerminnen
- 2010 - En stjärna lyser i natt (julalbum)
- 2011 - Kramgoa låtar 2011
- 2012 - Lotta & Christer (med Lotta Engberg)
- 2014 - Christer Sjögren sjunger Sinatra
- 2015 - Allra bästa! 1986-2014
- 2017 - Evergreens 2005-14

## Teater

### Roller
| År   | Roll             | Produktion                                              | Regi      | Teater     |
| ---- | ---------------- | ------------------------------------------------------- | --------- | ---------- |
| 1997 | Kapten von Trapp | Sound of Music Richard Rodgers och Oscar Hammerstein II | Trond Lie | Göta Lejon |